# رشيد باريس
 رشيد باريس  (1952 الجزائر) هو لاعب كرة قدم جزائري.